# Lentomitella crinigera
Lentomitella crinigera är en svampart som först beskrevs av Mordecai Cubitt Cooke, och fick sitt nu gällande namn av Réblová 2006. Enligt Catalogue of Life ingår Lentomitella crinigera i släktet Lentomitella,  och familjen Boliniaceae, men enligt Dyntaxa är tillhörigheten istället släktet Lentomitella,  och klassen Sordariomycetes. Arten är reproducerande i Sverige. Inga underarter finns listade i Catalogue of Life.